# Hidekatsu Shibata
Pour les articles homonymes, voir Shibata (homonymie).
Hidekatsu Shibata (柴田 秀勝, Shibata Hidekatsu), né le 25 mars 1937 à Asakusa, est un seiyū. Il travaille pour Aoni Production.

## Rôles
- Mazinger Z (1972) : Baron Ashura
- Moero !! Robocon vs. Ganbare !! Robocon (1974) : Wirz
- Kamen Rider Stronger (1975) : General Shadow
- Akumaizer 3 (1975) : Tokeiman
- Taiyō Sentai Sun Vulcan (1981) : le Dieu Omniscient
- Dragon Ball (1986) : Roi Chapa
- Saint Seiya (1986) : Volken
- Kamen Rider Black RX (1988) : General Jark (en remplacement de Seizō Katō)
- Ninja Sentai Kakuranger (1994) : Yokai Daimaoh
- Dragon Ball GT (1996) : Ī Shinron
- Gekisō Sentai Carranger (1994) : CC Patchoone
- Seijū Sentai Gingaman (1998) : Captain Zahab
- Hyakujū Sentai Gaoranger : Rasetsu , le Duc des Orgs
- Bakuryuu Sentai Abaranger (2003) : Reindeersanta
- Tokusou Sentai Dekaranger (2004) : Maître de Doggie Kruger
- Juuken Sentai Gekiranger (2007) : Land Kenma Maku
- Tensou Sentai Goseiger : Epic on the Movie (2010) : Gyōten-Oh de la Supernova
- One Piece (1999) : Monkey D. Dragon, Kalgara
- Naruto (2002) : Hiruzen Sarutobi
- Fullmetal Alchemist (2003) : King Bradley
- Kamen Rider : Seigi no Keifu (2003) : Jagan
- Samurai Champloo (2004) : Heitarou
- La Fille des enfers (2005) : L'Araignée
- Moyashimon (2007) : Père de Hasegawa Haruka
- Hakaba Kitarō (2008) : Kanemaru
- Fairy Tail (2009) : Igneel
- Saint Seiya Omega (2012) : Mars